# Partecipanti al Bretagne Classic Ouest-France 2023
Elenco dei partecipanti al Bretagne Classic Ouest-France 2023.
Il Bretagne Classic Ouest-France 2023 è stato l'ottantasettesima edizione della corsa. Alla competizione presero parte ventiquattro squadre: le diciotto iscritte all'UCI World Tour 2023 e sei dell'UCI ProTeam.
Partenza con 167 ciclisti accreditati.

## Corridori per squadra
Nota: R ritirato, NP non partito, FT fuori tempo, SQ squalificato
| Jumbo-Visma                       | Jumbo-Visma                       | Jumbo-Visma                       | Lidl-Trek                | Lidl-Trek                | Lidl-Trek                | Lotto Dstny            | Lotto Dstny            | Lotto Dstny            |
| --------------------------------- | --------------------------------- | --------------------------------- | ------------------------ | ------------------------ | ------------------------ | ---------------------- | ---------------------- | ---------------------- |
| N°                                | Ciclista                          | Clas.                             | N°                       | Ciclista                 | Clas.                    | N°                     | Ciclista               | Clas.                  |
| 1                                 | Christophe Laporte                | 75°                               | 11                       | Dario Cataldo            | R                        | 21                     | Arnaud De Lie          | 55°                    |
| 2                                 | Tiesj Benoot                      | 7°                                | 12                       | Natnael Tesfatsion       | R                        | 22                     | Maxim Van Gils         | 52°                    |
| 3                                 | Tim van Dijke                     | 17°                               | 13                       | Thibau Nys               | R                        | 23                     | Florian Vermeersch     | 19°                    |
| 4                                 | Koen Bouwman                      | 33°                               | 14                       | Alex Kirsch              | R                        | 24                     | Jasper De Buyst        | 5°                     |
| 5                                 | Sam Oomen                         | 39°                               | 15                       | Daan Hoole               | 20°                      | 25                     | Brent Van Moer         | 59°                    |
| 6                                 | Mick van Dijke                    | 77°                               | 16                       | Antwan Tolhoek           | R                        | 26                     | Pascal Eenkhoorn       | 65°                    |
| 7                                 | Tosh Van Der Sande                | 48°                               | 17                       | Marc Brustenga           | R                        | 27                     | Cédric Beullens        | R                      |
| Green Project-BardianiCSF-Faizanè | Green Project-BardianiCSF-Faizanè | Green Project-BardianiCSF-Faizanè | Intermarché-Circus-Wanty | Intermarché-Circus-Wanty | Intermarché-Circus-Wanty | AG2R Citroën Team      | AG2R Citroën Team      | AG2R Citroën Team      |
| N°                                | Ciclista                          | Clas.                             | N°                       | Ciclista                 | Clas.                    | N°                     | Ciclista               | Clas.                  |
| 31                                | Henok Mulubrhan                   | R                                 | 41                       | Biniam Girmay            | R                        | 51                     | Benoît Cosnefroy       | 27°                    |
| 32                                | Riccardo Lucca                    | 66°                               | 42                       | Madis Mihkels            | R                        | 52                     | Aurélien Paret-Peintre | 81°                    |
| 33                                | Alessandro Tonelli                | R                                 | 43                       | Lilian Calmejane         | R                        | 53                     | Jordan Labrosse        | R                      |
| 34                                | Filippo Magli                     | 86°                               | 44                       | Loïc Vliegen             | R                        | 54                     | Greg Van Avermaet      | 43°                    |
| 35                                | Martin Marcellusi                 | 57°                               | 45                       | Aimé De Gendt            | 23°                      | 55                     | Clément Venturini      | R                      |
| 36                                | Luca Colnaghi                     | R                                 | 46                       | Dries De Pooter          | 83°                      | 56                     | Oliver Naesen          | R                      |
| 37                                | Davide Gabburo                    | 87°                               | 47                       | Adrien Petit             | R                        | 57                     | Stan Dewulf            | 50°                    |
| Cofidis                           | Cofidis                           | Cofidis                           | EF Education-EasyPost    | EF Education-EasyPost    | EF Education-EasyPost    | TotalEnergies          | TotalEnergies          | TotalEnergies          |
| N°                                | Ciclista                          | Clas.                             | N°                       | Ciclista                 | Clas.                    | N°                     | Ciclista               | Clas.                  |
| 61                                | Guillaume Martin                  | 25°                               | 71                       | Ben Healy                | R                        | 81                     | Peter Sagan            | R                      |
| 62                                | Ion Izagirre                      | R                                 | 72                       | Alberto Bettiol          | R                        | 82                     | Mathieu Burgaudeau     | 2°                     |
| 63                                | Anthony Perez                     | 35°                               | 73                       | Jonas Rutsch             | 32°                      | 83                     | Sandy Dujardin         | 10°                    |
| 64                                | Jonathan Lastra                   | R                                 | 74                       | Owain Doull              | 11°                      | 84                     | Anthony Turgis         | 62°                    |
| 65                                | Simon Geschke                     | R                                 | 75                       | Łukasz Wiśniowski        | R                        | 85                     | Edvald Boasson Hagen   | 60°                    |
| 66                                | Hugo Toumire                      | R                                 | 76                       | Andrey Amador            | 67°                      | 86                     | Julien Simon           | 24°                    |
| 67                                | Thomas Champion                   | R                                 | 77                       | Jens Keukeleire          | R                        | 87                     | Fabien Grellier        | 29°                    |
| Movistar Team                     | Movistar Team                     | Movistar Team                     | Team Arkéa-Samsic        | Team Arkéa-Samsic        | Team Arkéa-Samsic        | Bahrain Victorious     | Bahrain Victorious     | Bahrain Victorious     |
| N°                                | Ciclista                          | Clas.                             | N°                       | Ciclista                 | Clas.                    | N°                     | Ciclista               | Clas.                  |
| 91                                | Alex Aranburu                     | 16°                               | 101                      | Warren Barguil           | 34°                      | 111                    | Jonathan Milan         | R                      |
| 92                                | Iván Romeo                        | R                                 | 102                      | Simon Guglielmi          | 88°                      | 112                    | Jack Haig              | 44°                    |
| 93                                | Gorka Izagirre                    | 73°                               | 103                      | Matis Louvel             | 15°                      | 113                    | Andrea Pasqualon       | R                      |
| 94                                | José Joaquín Rojas                | 72°                               | 104                      | Clément Champoussin      | 41°                      | 114                    | Nikias Arndt           | R                      |
| 95                                | William Barta                     | 79°                               | 105                      | Ewen Costiou             | 56°                      | 115                    | Rainer Kepplinger      | 31°                    |
| 96                                | Vinícius Rangel                   | R                                 | 106                      | Laurent Pichon           | R                        | 116                    | Johan Price-Pejtersen  | 70°                    |
| 97                                | Johan Jacobs                      | R                                 | 107                      | Maxime Bouet             | R                        | 117                    | Edoardo Zambanini      | R                      |
| Groupama-FDJ                      | Groupama-FDJ                      | Groupama-FDJ                      | Soudal Quick-Step        | Soudal Quick-Step        | Soudal Quick-Step        | Bingoal WB             | Bingoal WB             | Bingoal WB             |
| N°                                | Ciclista                          | Clas.                             | N°                       | Ciclista                 | Clas.                    | N°                     | Ciclista               | Clas.                  |
| 121                               | Valentin Madouas                  | 1°                                | 131                      | Julian Alaphilippe       | 30°                      | 141                    | Marco Tizza            | R                      |
| 122                               | Stefan Küng                       | 4°                                | 132                      | Mauro Schmid             | R                        | 142                    | Alexis Guérin          | 21°                    |
| 123                               | Paul Penhoët                      | 64°                               | 133                      | Rémi Cavagna             | 78°                      | 143                    | Rémy Mertz             | 61°                    |
| 124                               | Reuben Thompson                   | R                                 | 134                      | Fausto Masnada           | 42°                      | 144                    | Ludovic Robeet         | R                      |
| 125                               | Jake Stewart                      | R                                 | 135                      | Mauri Vansevenant        | 51°                      | 145                    | Nathan Vandepitte      | 71°                    |
| 126                               | Quentin Pacher                    | 22°                               | 136                      | Florian Sénéchal         | R                        | 146                    | Dorian De Maeght       | R                      |
| 127                               | Olivier Le Gac                    | 26°                               | 137                      | Dries Devenyns           | R                        | 147                    | Aaron Van der Beken    | R                      |
| Astana Qazaqstan Team             | Astana Qazaqstan Team             | Astana Qazaqstan Team             | UAE Team Emirates        | UAE Team Emirates        | UAE Team Emirates        | Team Jayco AlUla       | Team Jayco AlUla       | Team Jayco AlUla       |
| N°                                | Ciclista                          | Clas.                             | N°                       | Ciclista                 | Clas.                    | N°                     | Ciclista               | Clas.                  |
| 151                               | Aleksej Lucenko                   | 47°                               | 161                      | Marc Hirschi             | 6°                       | 171                    | Michael Matthews       | 12°                    |
| 152                               | Simone Velasco                    | 28°                               | 162                      | Brandon McNulty          | 37°                      | 172                    | Alessandro De Marchi   | 76°                    |
| 153                               | Dmitrij Gruzdev                   | 69°                               | 163                      | Matteo Trentin           | 18°                      | 173                    | Kelland O'Brien        | R                      |
| 154                               | Igor' Čžan                        | R                                 | 164                      | Rafał Majka              | R                        | 175                    | Kevin Colleoni         | R                      |
| 155                               | Gleb Syrica                       | R                                 | 165                      | Felix Großschartner      | 3°                       | 176                    | Tsgabu Grmay           | R                      |
| 156                               | Gianni Moscon                     | 80°                               | 166                      | Alessandro Covi          | R                        | 177                    | Amund Grøndahl Jansen  | R                      |
| 157                               | Nūrbergen Nūrlyhasym              | R                                 | 167                      | Jan Christen             | 84°                      |                        |                        |                        |
| Israel-Premier Tech               | Israel-Premier Tech               | Israel-Premier Tech               | Bora-Hansgrohe           | Bora-Hansgrohe           | Bora-Hansgrohe           | Team DSM-Firmenich     | Team DSM-Firmenich     | Team DSM-Firmenich     |
| N°                                | Ciclista                          | Clas.                             | N°                       | Ciclista                 | Clas.                    | N°                     | Ciclista               | Clas.                  |
| 181                               | Corbin Strong                     | 13°                               | 191                      | Jai Hindley              | 53°                      | 201                    | John Degenkolb         | 14°                    |
| 182                               | Jens Reynders                     | R                                 | 192                      | Matteo Fabbro            | R                        | 202                    | Andreas Leknessund     | R                      |
| 183                               | Dylan Teuns                       | R                                 | 193                      | Giovanni Aleotti         | 40°                      | 203                    | Marius Mayrhofer       | R                      |
| 184                               | Nick Schultz                      | 82°                               | 194                      | Patrick Gamper           | 85°                      | 204                    | Nils Eekhoff           | R                      |
| 185                               | Jakob Fuglsang                    | 38°                               | 195                      | Bob Jungels              | R                        | 205                    | Pavel Bittner          | R                      |
| 186                               | Daryl Impey                       | R                                 | 196                      | Frederik Wandahl         | 8°                       | 206                    | Alexander Edmondson    | R                      |
| 187                               | Reto Hollenstein                  | R                                 | 197                      | Cesare Benedetti         | R                        | 207                    | Jonas Hvideberg        | 58°                    |
| Ineos Grenadiers                  | Ineos Grenadiers                  | Ineos Grenadiers                  | Alpecin-Deceuninck       | Alpecin-Deceuninck       | Alpecin-Deceuninck       | Tudor Pro Cycling Team | Tudor Pro Cycling Team | Tudor Pro Cycling Team |
| N°                                | Ciclista                          | Clas.                             | N°                       | Ciclista                 | Clas.                    | N°                     | Ciclista               | Clas.                  |
| 211                               | Michał Kwiatkowski                | R                                 | 221                      | Mathieu van der Poel     | 74°                      | 231                    | Alexander Kamp         | 49°                    |
| 212                               | Pavel Sivakov                     | 54°                               | 222                      | Jasper Philipsen         | 45°                      | 232                    | Lucas Eriksson         | 36°                    |
| 213                               | Elia Viviani                      | 9°                                | 223                      | Dries De Bondt           | 68°                      | 233                    | Petr Kelemen           | 63°                    |
| 214                               | Ethan Hayter                      | 46°                               | 224                      | Jonas Rickaert           | R                        | 234                    | Rick Pluimers          | R                      |
| 215                               | Brandon Rivera                    | R                                 | 225                      | Senne Leysen             | R                        | 235                    | Nils Brun              | R                      |
| 216                               | Luke Plapp                        | R                                 | 226                      | Fabio Van Den Bossche    | R                        | 236                    | Robin Froidevaux       | R                      |
| 217                               | Salvatore Puccio                  | R                                 | 227                      | Søren Kragh Andersen     | R                        | 237                    | Jacob Eriksson         | R                      |